# Rudolf Viertl
Rudolf Viertl (Schwechat, Osztrák–Magyar Monarchia, 1981. december 8. – 1981. december 8.) osztrák labdarúgócsatár.